# Distrito de Meno-Spessart
El Distrito de Meno-Spessart (en alemán: Landkreis Main-Spessart) es un distrito rural que se encuentra en la mitad oriental del estado federal alemán de Baviera (Baja Franconia). Los distritos vecinos al norte son los distritos del estado federal de Hesse de distrito de Meno-Kinzig, al este los distritos de Bad Kissingen y Schweinfurt, al sur el distrito del estado de Baden-Württemberg distrito de Meno-Tauber y el distrito de Wurzburgo así como al oeste el distrito de Miltenberg y Aschaffenburgo. La capital del distrito recae administrativamente sobre la ciudad de Karlstadt.

## Composición del distrito
(Habitantes a 30 de junio de 2005)
| 1. Arnstein (8.345) 2. Gemünden am Main (11.325) 3. Karlstadt (15.170) 4. Lohr am Main (16.080) 5. Marktheidenfeld (11.091) 6. Rieneck (2.113) 7. Rothenfels (1.016) 1. Burgsinn (2.672) 2. Frammersbach (4.787) 3. Karbach (1.403) 4. Kreuzwertheim (3.883) 5. Obersinn (1.063) 6. Thüngen (1.319) 7. Triefenstein (4.363) 8. Zellingen (6.485) 1. Burgjoß (23,1082 km²) 2. Forst Aura (23,42 km²) 3. Forst Lohrerstraße (21,35 km²) 4. Frammersbacher Forst (16,81 km²) 5. Fürstl. Löwensteinscher Park (30,67 km²) 6. Haurain (3,13 km²) 7. Herrnwald (2,99 km²) 8. Langenprozeltener Forst (8,66 km²) 9. Partensteiner Forst (19,36 km²) 10. Ruppertshüttener Forst (17,82 km²) | 1. Aura i.Sinngrund (1.073) 2. Birkenfeld (2.160) 3. Bischbrunn (1.866) 4. Erlenbach bei Marktheidenfeld (2.388) 5. Esselbach (2.036) 6. Eußenheim (3.329) 7. Fellen (965) 8. Gössenheim (1.300) 9. Gräfendorf (1.458) 10. Hafenlohr (1.833) 11. Hasloch (1.418) 12. Himmelstadt (1.774) 13. Karsbach (1.828) 14. Mittelsinn (907) 15. Neuendorf (882) 16. Neuhütten (1.258) 17. Neustadt am Main (1.349) 18. Partenstein (2.853) 19. Rechtenbach (1.049) 20. Retzstadt (1.667) 21. Roden (1.052) 22. Schollbrunn (926) 23. Steinfeld (2.296) 24. Urspringen (1.313) 25. Wiesthal (1.450) |